# Беджик, Ненад
Ненад Беджик (серб. Ненад Беђик / Nenad Beđik; 14 апреля 1989, Суботица) — сербский гребец, выступает за национальную сборную Сербии по академической гребле начиная с 2012 года. Участник двух летних Олимпийских игр, бронзовый призёр чемпионата мира, чемпион Европы, серебряный призёр Средиземноморских игр в Мерсине, победитель многих регат национального и международного значения.

## Биография
Ненад Беджик родился 14 апреля 1989 года в городе Суботица Северно-Бачского округа Югославии. Активно заниматься гребным спортом начал в возрасте тринадцати лет, проходил подготовку в Белграде в столичном гребном клубе «Партизан».
Первого серьёзного успеха на взрослом международном уровне добился в сезоне 2012 года, когда вошёл в основной состав сербской национальной сборной и побывал на чемпионате Европы в итальянском Варесе, откуда привёз награду бронзового достоинства, выигранную вместе с напарником Николой Стоичем в двойках безрульных. Благодаря череде удачных выступлений удостоился права защищать честь страны на летних Олимпийских играх в Лондоне — они со Стоичем заняли четвёртое место на предварительном квалификационном этапе, затем показали второй результат в утешительном отборочном заезде, стали шестыми на стадии полуфиналов и попали тем самым в утешительный финал «Б». В утешительном финале «Б» на старт не вышли и, таким образом, расположились в итоговом протоколе соревнований на двенадцатой строке.
После лондонской Олимпиады Беджик остался в основном составе гребной команды Сербии и продолжил принимать участие в крупнейших международных регатах. Так, в 2013 году в безрульных двойках он одержал победу на чемпионате Европы в итальянском Варесе и стал серебряным призёром на Средиземноморских играх в Мерсине. Два года спустя добавил в послужной список бронзовые награды, полученные на чемпионате мира во французском Эгбелете и на европейском первенстве в польской Познани. Будучи одним из лидеров сербской национальной сборной по академической гребле, благополучно прошёл отбор на Олимпийские игры 2016 года в Рио-де-Жанейро, где выступал в паре Милошем Васичем. Они с четвёртого места квалифицировались на предварительном этапе, заняли второе место в утешительном заезде, были пятыми в полуфинальной стадии и финишировали четвёртыми в утешительном финале «Б», расположившись в итоговом протоколе на десятой позиции.